# Sieniocha
Sieniocha – rzeka w województwie lubelskim, na Padole Zamojskim, lewoboczny dopływ Huczwy o długości około 20 kilometrów i powierzchni dorzecza 151,2 km².

## Przebieg
Wypływa na południowy wschód od Wolicy Śniatyckiej i płynie we wcześniej wspomnianym kierunku. Później dopływa do Antoniówki i skręca na wschód, aby za niecały kilometr ponownie zmienić kierunek na południowy wschód. Niedługo potem dopływa do Wolicy Brzozowej i wykonuje kilka lekkich zakoli, zmieniając przy tym kierunek na północno-wschodni. Następnie w Swaryczowie zmienia kierunek na wschodni i mija Perespę-Kolonię i Perespę, gdzie zmienia kierunek znów na północno-wschodni. Przepływa jeszcze przez Czermno i po jego minięciu wpada do Huczwy.

## Opis rzeki

### Opis ogólny
Sieniocha płynie naturalnym korytem do środkowego biegu, w dolnym biegu bowiem rzeka jest uregulowana. W okolicy są trzy zespoły stawów, które zaopatrują się w wodę właśnie z tej rzeki. Są to Dub, Swaryczów i jeden niewielki zespół stawów na wschód od Tyszowiec.

### Wody
Rzeka prowadzi wody w IV klasie czystości, które w dolnym biegu odznaczają się wyższą konduktywnością, niż na wcześniejszych odcinkach. Na tym odcinku odnotowano również niewiele kryjówek dla ryb. Było to spowodowane najprawdopodobniej zanieczyszczeniami obszarowymi rzeki. 

### Dolina
Sieniocha posiada bardzo rozległą dolinę, osiągającą nawet do 3 km szerokości. Na jej terenie został utworzony Obszar Natura 2000. Chroni on torfowiska nakredowe, które zajmują ponad 20% powierzchni całej doliny. Obszar ten obejmuje także torfowiska przejściowe i łąki użytkowane ekstensywnie. Dolina ta jest bardzo urozmaicona pod względem krajobrazu i flory. Występuje tu bowiem bardzo wiele rzadkich i zagrożonych wyginięciem gatunków roślin, m.in. lipiennik Loesela, starodub łąkowy a także tłustosz pospolity, marzyca ruda czy kruszczyk błotny. Występują tu także gatunki ptaków ważnych na skalę Europejską, a są to: derkacz zwyczajny, bekas dubelt i gąsiorek.